# エリック・ダンピアー
エリック・ダンピアー（Erick Trevez Dampier, 1975年7月14日 - ）はアメリカ合衆国のミシシッピ州ジャクソン出身の元バスケットボール選手。身長211cm、体重120.2kg。ポジションはセンター。

## 経歴

### 学生時代
ミシシッピ州立大学時代は、チームをNCAAのファイナル・フォーに導いた過去を持つ。その後、アーリーエントリーによってNBA入りを目指すことになった。

### NBA
1996年のNBAドラフトではインディアナ・ペイサーズから全体10位指名を受けた。ルーキーイヤーは主にベンチからの出場だったが、72試合の出場で平均5.1得点、リバウンドは平均4.1個を記録した。シーズン終了後、クリス・マリンとのトレードでドウェイン・ファーレルと共にゴールデンステート・ウォリアーズに移籍した。
以後7シーズンに渡ってウォリアーズの一員として活躍。特に03-04シーズンは平均得点と平均リバウンドでダブル・ダブルを記録するなどの好成績を残した。また契約最終年ということもあって市場価値は上昇。移籍が確実視される中で、その去就に注目が集まった。結局、ダンピアーはサイン・アンド・トレードでダラス・マーベリックスに移籍。エイブリー・ジョンソンやエドアルド・ナヘラなど複数の選手とドラフト指名権が行き来するという大型のものだった。
新天地マーベリックスでの04-05シーズンは故障もあって59試合の出場に留まった。成績は昨年よりも減少し、持ち味のディフェンス面では批判にさらされることもあった。しかしながらチームはプレイオフに出場し、自身にとっても初めての経験になった。
マーベリックスで2年目となる05-06シーズンは開幕から不調の状態が続いた。12月に入ると、新加入のサガナ・ジョップに先発の座を奪われる形になってしまった。しかし出場時間はジョップを上回ることから、エイブリー・ジョンソンヘッドコーチなりの意図的な起用法だった（82試合全試合出場も果たした）。ダンピアーはもちろん、チームは史上初めてNBAファイナルに進出。優勝は逃したが、ダンピアーはコンスタントな活躍をした。
2010年6月13日、タイソン・チャンドラーとアレクシス・アジンサと交換で、マット・キャロル、エドアルド・ナハラと共にシャーロット・ボブキャッツに放出され、9月14日に解雇された。
2010年11月23日に､ケガで離脱したユドニス・ハスレムの代役として､マイアミ・ヒートと契約、レギュラーシーズン55試合に出場したが、プレーオフでの出場はなかった。この年、ヒートはファイナルまで進んだが、皮肉にも古巣のダラス・マーベリックスに敗れた。
2012年2月9日、アトランタ・ホークスと10日間契約を結び.,
2月19日,2回目の10日間契約の後、3月1日、シーズン残りをホークスと契約。シーズン終了後は契約するチームも現れず、引退となった。

## プレイスタイル
スタッツ上ではリバウンドとブロックショットが好成績なディフェンス面が評価される選手である。非常に屈強な体格を生かしたフィジカル・コンタクトに優れており、シャキール・オニールのようなローポストで激しく身体をぶつけ合いながらプレイすることができる、近年では数少ない選手である。オフェンスはゴール下のみに仕事場が限られ、シュートを放つことよりもオフェンスリバウンドやスクリーナーが主な役割である。そのためシーズンでのダブル・ダブルは長いキャリアで1シーズンしかないが、数字には表れない部分で活躍していると言える。近年はシーズンを通して欠場も少なくなっている。

## NBAスタッツ

### レギュラーシーズン
| シーズン | チーム                           | GP  | GS  | MPG  | FG%  | 3P%   | FT%  | RPG  | APG | SPG | BPG | PPG  |
| -------- | -------------------------------- | --- | --- | ---- | ---- | ----- | ---- | ---- | --- | --- | --- | ---- |
| 1996–97  | インディアナ・ペイサーズ         | 72  | 21  | 14.6 | .390 | 1.000 | .637 | 4.1  | .6  | .3  | 1.0 | 5.1  |
| 1997–98  | ゴールデンステート・ウォリアーズ | 82  | 82  | 32.4 | .445 | .000  | .669 | 8.7  | 1.1 | .5  | 1.7 | 11.8 |
| 1998–99  | ゴールデンステート・ウォリアーズ | 50  | 50  | 28.3 | .389 | .000  | .588 | 7.6  | 1.1 | .5  | 1.2 | 8.8  |
| 1999–00  | ゴールデンステート・ウォリアーズ | 21  | 12  | 23.6 | .405 | .000  | .529 | 6.4  | .9  | .4  | .7  | 8.0  |
| 2000–01  | ゴールデンステート・ウォリアーズ | 43  | 26  | 24.1 | .401 | .000  | .532 | 5.8  | 1.4 | .4  | 1.3 | 7.4  |
| 2001–02  | ゴールデンステート・ウォリアーズ | 73  | 46  | 23.8 | .435 | .000  | .645 | 5.3  | 1.2 | .2  | 2.3 | 7.6  |
| 2002–03  | ゴールデンステート・ウォリアーズ | 82  | 82  | 24.1 | .496 | .000  | .698 | 6.6  | .7  | .3  | 1.9 | 8.2  |
| 2003–04  | ゴールデンステート・ウォリアーズ | 74  | 74  | 32.5 | .535 | .000  | .654 | 12.0 | .8  | .4  | 1.9 | 12.3 |
| 2004–05  | ダラス・マーベリックス           | 59  | 56  | 27.3 | .550 | .000  | .605 | 8.5  | .9  | .3  | 1.4 | 9.2  |
| 2005–06  | ダラス・マーベリックス           | 82  | 36  | 23.6 | .493 | .000  | .591 | 7.8  | .6  | .3  | 1.3 | 5.7  |
| 2006–07  | ダラス・マーベリックス           | 76  | 73  | 25.2 | .626 | .000  | .623 | 7.4  | .6  | .3  | 1.1 | 7.1  |
| 2007–08  | ダラス・マーベリックス           | 72  | 64  | 24.4 | .643 | .000  | .575 | 7.5  | .9  | .3  | 1.5 | 6.1  |
| 2008–09  | ダラス・マーベリックス           | 80  | 80  | 23.0 | .650 | .000  | .638 | 7.1  | 1.0 | .3  | 1.2 | 5.7  |
| 2009–10  | ダラス・マーベリックス           | 55  | 47  | 23.3 | .624 | .333  | .604 | 7.3  | .6  | .3  | 1.4 | 6.0  |
| 2010–11  | マイアミ・ヒート                 | 51  | 22  | 16.0 | .584 | .000  | .545 | 3.5  | .4  | .3  | .9  | 2.5  |
| 2011–12  | アトランタ・ホークス             | 15  | 0   | 5.5  | .125 | .000  | .000 | 1.7  | .3  | .1  | .3  | .1   |
| Career   |                                  | 987 | 771 | 24.3 | .498 | .125  | .626 | 7.1  | .8  | .3  | 1.4 | 7.4  |

### プレーオフ
| シーズン | チーム                 | GP | GS | MPG  | FG%  | 3P%  | FT%  | RPG | APG | SPG | BPG | PPG |
| -------- | ---------------------- | -- | -- | ---- | ---- | ---- | ---- | --- | --- | --- | --- | --- |
| 2005     | ダラス・マーベリックス | 13 | 13 | 23.7 | .597 | .000 | .393 | 7.5 | .5  | .5  | 1.4 | 7.0 |
| 2006     | ダラス・マーベリックス | 19 | 2  | 23.9 | .540 | .000 | .614 | 6.7 | .3  | .6  | 1.3 | 5.0 |
| 2007     | ダラス・マーベリックス | 5  | 2  | 7.6  | .667 | .000 | .500 | 3.4 | .2  | .0  | .0  | 1.0 |
| 2008     | ダラス・マーベリックス | 5  | 5  | 19.0 | .412 | .000 | .400 | 4.2 | .0  | .2  | .6  | 3.6 |
| 2009     | ダラス・マーベリックス | 10 | 10 | 25.5 | .611 | .000 | .619 | 6.1 | .7  | .4  | .9  | 5.7 |
| 2010     | ダラス・マーベリックス | 5  | 4  | 23.6 | .000 | .000 | .417 | 6.6 | .6  | .2  | 1.0 | 1.0 |
| 2012     | アトランタ・ホークス   | 4  | 0  | 13.8 | .538 | .000 | .667 | 3.5 | .0  | .0  | .3  | 4.0 |
| Career   |                        | 61 | 36 | 21.7 | .541 | .000 | .525 | 6.1 | .4  | .4  | 1.0 | 4.7 |